# Грязная любовь (фильм, 2004)
Грязная любовь (англ. Dirty Filthy Love) — британский телефильм, мелодрама/драма, посвящённая обсессивно-компульсивному расстройству и синдрому Туретта.

## Сюжет
Главный герой Марк Фернесс теряет любимую работу, жену, собственный дом из-за своего беспорядочного поведения, связанного с навязчивым неврозом и синдромом Туретта одновременно, возникшими после чудовищного переутомления психики. Его лучший друг безрезультатно пытается ему помочь с помощью терапии. Марк знакомится с Шарлоттой, у которой такая же проблема, и она приводит его в группу, занимающуюся по программе самоусовершенствования. Марк находит утешение среди красочных характеров людей в этой группе и начинает постепенно выздоравливать.
Премьера фильма состоялась 26 сентября 2004 года.

## В ролях
| Актёр             | Роль     |
| ----------------- | -------- |
| Майкл Шин         | Марк     |
| Адриан Бауэр      | Натан    |
| Клоди Блэкли      | Кэти     |
| Анастасия Гриффит | Стиви    |
| Кэти МакГиннесс   | Элисон   |
| Антон Лессер      | Чарльз   |
| Эби Сиврайт       | Том      |
| Эллиот Коуэн      | Гаррет   |
| Руперт Янг        | Джош     |
| Ширли Хендерсон   | Шарлотта |